# Focșani
Focșani est une municipalité de Moldavie roumaine, chef-lieu du județ de Vrancea. Sa population s'élevait à 73 868 habitants en 2011.

## Géographie
La ville est située à 164 km au nord-est de la capitale Bucarest, à proximité de la Moldavie.
Ville viticole située dans le piémont des Carpates orientales, Focșani est aussi un centre d'usines textiles. Au centre de la ville passe l'ancienne frontière entre la Moldavie au nord et la Valachie au sud.

## Histoire
Surnommée « la ville sur la rivière Milcov », Focșani symbolise dans l'histoire roumaine un « maillon d'union » et un « bouclier de résistance ».
Le symbole du « maillon » concerne :
- au XIIIe siècle la fondation de l'évêché catholique romain du Milcov qui ajoute le catholicisme des Sicules et des Csángós du royaume de Hongrie à l'orthodoxie des Bulgares et des Valaques du Regnum Bulgarorum et Valachorum et au chamanisme des Ouzes, des Petchénègues et des Coumans vivant alors dans la région ;
- au milieu du XIXe siècle l'union des principautés roumaines de Moldavie et de Valachie : le 24 janvier 1859, c'est ici que les premières institutions du nouvel État roumain ont commencé à fonctionner... auparavant, la rivière Milcov qui traverse la ville, servait de limite entre la Moldavie et la Valachie dont les deux écus rouge et bleu figurent sur les armoiries de la ville ;
- à la fin du XIXe siècle le premier Congrès des associations juives de Roumanie le 30 décembre 1881, seize ans avant le premier Congrès de l'Organisation sioniste mondiale organisé à Bâle en 1897 et qui a uni toutes les sociétés juives de Roumanie.

Le symbole du « bouclier » concerne le front anti-allemand durant la Première Guerre mondiale, lorsque l'armée roumaine renforcée par la mission française Berthelot parvînt à stopper dans les environs l'avance des troupes du Reich et à épargner à la Moldavie une occupation comme celle que subissaient la Valachie et la capitale Bucarest, préservant ainsi la souveraineté du pays (le gouvernement étant réfugié à Iași).
Comme toute la Roumanie, Focșani a subi les régimes dictatoriaux carliste, fasciste et communiste de février 1938 à décembre 1989, mais connaît à nouveau la démocratie depuis la révolution roumaine de 1989.

## Démographie
Lors du recensement de 2011, 89,91 % des 79 315 habitants se déclarent roumains et 1,23 % comme roms (8,69 % déclarent une autre appartenance ethnique et 0,15 % déclarent appartenir à une autre ethnie).

## Administration
| Parti | Parti                                                 | Sièges |
| ----- | ----------------------------------------------------- | ------ |
|       | Parti social-démocrate (PSD)                          | 9      |
|       | Parti national libéral (PNL)                          | 8      |
|       | Union nationale pour le progrès de la Roumanie (UNPR) | 2      |
|       | Alliance des libéraux et démocrates (ALDE)            | 1      |
|       | Parti national démocrate                              | 1      |

### Jumelage
- Tivoli (Italie), en raison de l'importante communauté roumaine originaire de cette ville présente depuis quelques années à Tivoli[3].

## Personnalités liées
- Angela Ghelber (1926-2008), poète vaudoise